# Pico de la Tornera
El pico de la Tornera es una montaña del Sistema Central español situada en la sierra del Lobosillo, en la vertiente sur de la sierra de Ayllón, entre los términos municipales de El Cardoso de la Sierra (Guadalajara) y Puebla de la Sierra (Madrid). Tiene una altitud de 1865 m.
En su vertiente noreste, cerca de La Vihuela, dentro del municipio de El Cardoso de la Sierra, nacen los arroyos del Acirate y de la Garganta, y en la vertiente sureste, cerca de La Vereda, nace el arroyo del Tejoso, todos los cuales llevan sus aguas al arroyo Vallosera, afluente del río Jarama. En la vertiente oeste nace el arroyo de Valluengo, que desemboca en el río de la Puebla, afluente a su vez del río Lozoya.

## Cartografía
- Hoja 459-III a escala 1:25000 del Instituto Geográfico Nacional.

- Datos: Q5650198
- Multimedia: Pico de la Tornera / Q5650198